# مرکز فناوری گیومری
مرکز فناوری گیومری (ارمنی: Գյումրու տեխնոլոգիական կենտրոն) یک مرکز برای توسعه فناوری اطلاعات در گیومری، دومین شهر بزرگ ارمنستان است. این مرکز در ۱۳ سپتامبر ۲۰۱۴ گشایش یافت. هدف این پروژه ارتقا و رونق اقتصادی و فناوری شهر گیومری و تبدیل آن به منطقه‌ای فناورانه با زیرساخت‌های پیشرفته فناوری اطلاعات‌ است. این پروژه توسط وزارت اقتصاد ارمنستان انجام‌می‌شود. برای انجام این پروژه ۱٫۷ میلیون دلار از بودجه دولت اختصاص یافت. این مرکز فناوری در نتیجه همکاری میان دولت ارمنستان و بانک جهانی تأسیس‌شد.